# 特殊函数概论
《特殊函数概论》。五十年代北京大学物理系的数学物理课程由郭敦仁教授主讲，采用的主要参考书是Courant and Hilbert  Methoden der Mathematischen Physik,   Whittaker and Watson, A Course of Modern Analysis， 当时没有中文参考书。王竹溪教授有鉴于物理学工作者常用到特殊函数，当时缺少便于阅查的特殊函数手册，而 Whittaker and Watson 的书在1927年第四版之后没有新版，因此特约高足郭敦仁教授一同撰写一部内容全面而又便于查阅的特殊函数手册。1963年出版名为《特殊函数概论》。1989年由郭敦仁教授翻译成英语，在新加坡出版。
全书十二章
- 第一章：函数用无穷级数和无穷乘积展开
- 第二章：二阶线性常微分方程
- 第三章：伽马函数
- 第四章：超几何函数
- 第五章：勒让德函数
- 第六章：合流超几何函数
- 第七章：贝塞尔函数
- 第八章：外氏椭圆函数
- 第九章：忒塔函数
- 第十章：雅氏椭圆函数
- 第十一章：拉梅函数
- 第十二章：马丢函数